# Allochernes himalayensis
Espèce
Allochernes himalayensis est une espèce de pseudoscorpions de la famille des Chernetidae.

## Distribution
Cette espèce est endémique du Népal.

## Étymologie
Son nom d'espèce, composé de   et du suffixe latin -ensis, « qui vit dans, qui habite », lui a été donné en référence au lieu de sa découverte, l'Himalaya.

## Publication originale
- Beier, 1974 : Pseudoscorpione aus Nepal. Senckenbergiana Biologica, vol. 55, no 4/6, p. 261-280.